# Міхаель Краус (плавець)
Міхаель Краус (нім. Michael Kraus, 26 вересня 1955) — німецький плавець.
Учасник Олімпійських Ігор 1976 року.
Чемпіон Європи з водних видів спорту 1977 року.
Переможець літньої Універсіади 1977 року, призер 1979 року.